# Powiat Moniecki
Der Powiat Moniecki ist ein Powiat (Kreis) in der polnischen Woiwodschaft Podlachien. Der Powiat hat eine Fläche von 1382,39 km², auf der 41.672 Einwohner leben.

## Gemeinden
Der Powiat umfasst sieben Gemeinden, drei Stadt-und-Land-Gemeinden und vier Landgemeinden.

### Stadt-und-Land-Gemeinden
- Goniądz
- Knyszyn
- Mońki

### Landgemeinden
- Jasionówka
- Jaświły
- Krypno
- Trzcianne